# 日本看護学校協議会
一般社団法人日本看護学校協議会（にほんかんごがっこうきょうぎかい）は、看護師養成所によって結成されている団体。

## 沿革
- 1970年 - 全国自治体立看護学校連絡協議会と日本病院会看護教育部会が合併し発足
- 2009年 - 公益法人制度改革に伴い、一般社団法人に移行

## 活動内容
看護師養成所の資質向上と教員の研修などを行っている。

## 加盟校
- 看護師養成所を参照。